# Tour der französischen Rugby-Union-Nationalmannschaft nach Argentinien und Fidschi 1998
| Tour der Franzosen nach Argentinien und Fidschi 1998 | Tour der Franzosen nach Argentinien und Fidschi 1998 | Tour der Franzosen nach Argentinien und Fidschi 1998 | Tour der Franzosen nach Argentinien und Fidschi 1998 | Tour der Franzosen nach Argentinien und Fidschi 1998 |
| Übersicht                                            | S                                                    | G                                                    | U                                                    | N                                                    |
| ---------------------------------------------------- | ---------------------------------------------------- | ---------------------------------------------------- | ---------------------------------------------------- | ---------------------------------------------------- |
| Test Matches                                         | 3                                                    | 2                                                    | 0                                                    | 1                                                    |
| Sonstige Spiele                                      | 2                                                    | 2                                                    | 0                                                    | 0                                                    |
| Gesamt                                               | 5                                                    | 4                                                    | 0                                                    | 1                                                    |
|                                                      |                                                      |                                                      |                                                      |                                                      |
| Argentinien                                          | 2                                                    | 2                                                    | 0                                                    | 0                                                    |
| Fidschi                                              | 1                                                    | 1                                                    | 0                                                    | 0                                                    |

Die Tour der französischen Rugby-Union-Nationalmannschaft nach Argentinien und Fidschi 1998 umfasste eine Reihe von Freundschaftsspielen der französischen Rugby-Union-Nationalmannschaft. Sie reiste im Juni 1998 durch Argentinien und Fidschi, wobei sie während dieser Zeit fünf Spiele bestritt. Darunter waren zwei Test Matches gegen die argentinische und ein weiteres gegen die fidschianische Nationalmannschaft. Die Franzosen konnten alle drei Test Matches für sich entscheiden. Auf dem Programm standen außerdem zwei Partien gegen Auswahlteams, bei denen je eine Niederlage und ein Sieg resultierten.

## Spielplan
- Hintergrundfarbe grün = Sieg
- Hintergrundfarbe rot = Niederlage

(Test Matches sind grau unterlegt; Ergebnisse aus der Sicht Frankreichs)
| # | Datum         | Gegner                         | Ort            | Stadion                           | Ergebnis |
| - | ------------- | ------------------------------ | -------------- | --------------------------------- | -------- |
| 1 | 13. Juni 1998 | Argentinien                    | Buenos Aires   | Estadio José Amalfitani           | 35:18    |
| 2 | 16. Juni 1998 | Unión de Rugby de Buenos Aires | Los Polvorines | Buenos Aires Cricket & Rugby Club | 22:36    |
| 3 | 20. Juni 1998 | Argentinien                    | Buenos Aires   | Estadio José Amalfitani           | 37:12    |
| 4 | 24. Juni 1998 | Fiji Warriors                  | Nadi           | Prince Charles Park               | 36:32    |
| 5 | 27. Juni 1998 | Fidschi                        | Suva           | National Stadium                  | 34:9     |

## Test Matches
| 13. Juni 1998 | Argentinien                                                       | 18 : 35        | Frankreich                                                                         | Estadio José Amalfitani, Buenos Aires Zuschauer: 37.000 Schiedsrichter: Steve Walsh (Australien) |
| 13. Juni 1998 | Versuche: Orengo Soler Erhöhungen: Arbizu Straftritte: Arbizu (2) | (6:14) Bericht | Versuche: Castaignède Dal Maso Dominici Lièvremont (2) Erhöhungen: Castaignède (5) | Estadio José Amalfitani, Buenos Aires Zuschauer: 37.000 Schiedsrichter: Steve Walsh (Australien) |

Aufstellungen:
- Argentinien: Diego Albanese, Alejandro Allub, Lisandro Arbizu , Roberto Grau, Ezequiel Jurado, Germán Llanes, Federico Méndez, Rolando Martín, José Orengo, Agustín Pichot, Mauricio Reggiardo, Franco Rossi, Miguel Ruiz, Eduardo Simone, Facundo Soler 
 Auswechselspieler: Ignacio Fernández Lobbe, Diego Giannantonio, Omar Hasen, Mario Ledesma, Santiago Phelan
- Frankreich: Philippe Bernat-Salles, Olivier Brouzet, Philippe Carbonneau, Thomas Castaignède, Franck Comba, Christophe Dominici, Stéphane Glas, Arthur Gomes, Raphaël Ibañez , Marc Lièvremont, Thomas Lièvremont, Olivier Magne, Fabien Pelous, Cédric Soulette, Franck Tournaire 
 Auswechselspieler: Philippe Benetton, Thierry Cléda, Marc Dal Maso, Stéphane de Bésombes

| 20. Juni 1998 | Argentinien                               | 12 : 37        | Frankreich                                                                                                 | Estadio José Amalfitani, Buenos Aires Zuschauer: 35.000 Schiedsrichter: Paul Honiss (Neuseeland) |
| 20. Juni 1998 | Straftritte: Arbizu (3) Dropgoals: Arbizu | (6:18) Bericht | Versuche: Brouzet Dominici Garbajosa Soulette (2) Erhöhungen: Castaignède (3) Straftritte: Castaignède (2) | Estadio José Amalfitani, Buenos Aires Zuschauer: 35.000 Schiedsrichter: Paul Honiss (Neuseeland) |

Aufstellungen:
- Argentinien: Diego Albanese, Alejandro Allub, Lisandro Arbizu, Ignacio Fernández Lobbe, Diego Giannantonio, Omar Hasen, Mario Ledesma, Rolando Martín, José Orengo, Santiago Phelan, Agustín Pichot, Mauricio Reggiardo, Eduardo Simone, Facundo Soler, Pedro Sporleder  
 Auswechselspieler: Federico Méndez, Gonzalo Quesada, Miguel Ruiz, Martín Scelzo
- Frankreich: Philippe Bernat-Salles, Olivier Brouzet, Philippe Carbonneau, Thomas Castaignède, Franck Comba, Christophe Dominici, Stéphane Glas, Arthur Gomes, Raphaël Ibañez , Marc Lièvremont, Thomas Lièvremont, Olivier Magne, Fabien Pelous, Cédric Soulette, Franck Tournaire 
 Auswechselspieler: David Aucagne, Philippe Benetton, Xavier Garbajosa

| 27. Juni 1998 | Fidschi                 | 9 : 34         | Frankreich | National Stadium, Suva Zuschauer: 28.000 Schiedsrichter: Andrew Cole (Australien) |
| 27. Juni 1998 | Straftritte: Little (3) | (9:10) Bericht | Versuche: Aucagne Bernat-Salles Gomes Lièvremont Erhöhungen: Castaignède (4) Straftritte: Castaignède Dropgoals: Castaignède | National Stadium, Suva Zuschauer: 28.000 Schiedsrichter: Andrew Cole (Australien) |

Aufstellungen:
- Fidschi: Emori Katalau, Fero Lasagavibau, Nicky Little, Apenisa Naevo, Meli Nakauta, Simon Raiwalui, Isaia Rasila, Jacob Rauluni, Samu Saumaisue, Sale Sorovaki , Ilivasi Tabua, Mosese Taga, Aisea Tuilevu, Joeli Veitayaki, Jone Waqabitu 
 Auswechselspieler: Billy Cavubati, Waisale Serevi, Meli Tamanitoakula, Ifereimi Tawake, Alfie Uluinayau
- Frankreich: Philippe Bernat-Salles, Olivier Brouzet, Philippe Carbonneau, Thomas Castaignède, Franck Comba, Xavier Garbajosa, Stéphane Glas, Arthur Gomes, Raphaël Ibañez , Marc Lièvremont, Thomas Lièvremont, Olivier Magne, Fabien Pelous, Cédric Soulette, Franck Tournaire 
 Auswechselspieler: David Aucagne, Philippe Benetton, Thierry Cléda, Marc Dal Maso, Stéphane de Bésombes, Fabien Galthié, Jimmy Marlu